# 28. (slavonska) divizija (NOVJ)
28. (slavonska) divizija je bila partizanska divizija, ki je delovala v sklopu NOV in POJ v Jugoslaviji med drugo svetovno vojno.

## Zgodovina
Ustanovljena je bila 17. maja 1943, pri čemer je imela 1.723 borcev.

## Poveljstvo
Poveljniki
- Vicko Antić

Politični komisarji
- Vlado Janić

## Sestava
Maj 1943
- 17. slavonska brigada
- 21. slavonska brigada